# Mellon Financial
Mellon Financial Corporation, était une des plus grosses sociétés de gestion de portefeuille américaine, basée à Pittsburgh, Pennsylvanie fondée en 1870 par Thomas Mellon. 
Le 1er juillet 2007,  Mellon Financial et Bank of New York fusionnent pour former The Bank of New York Mellon Corporation.